# غريغ غال
غريغ غال (بالإنجليزية: Greg Gall)‏ هو موسيقي أمريكي، ولد في 29 ديسمبر 1965 في تامبا في الولايات المتحدة.